# Țvijîn (Ivanivka), Vinnîțea
Țvijîn (în ucraineană Цвіжин) este un sat în comuna Ivanivka din raionul Vinnîțea, regiunea Vinnița, Ucraina.

## Demografie
Componența lingvistică a localității Țvijîn
     Ucraineană (100%)
Conform recensământului din 2001, toată populația localității Țvijîn era vorbitoare de ucraineană (100%).